# ميغيل أنخيل غوتيريز أفيلا
ميغيل أنخيل غوتيريز أفيلا (بالإسبانية: Miguel Ángel Gutiérrez Ávila)‏ هو عالم إنسان مكسيكي، ولد في 2 يونيو 1955، وتوفي في 26 يوليو 2008.